# The Chef, la série
Pour les articles homonymes, voir Chef.
Production
Diffusion
Chronologie
The Chef
The Chef, la série ou Le Chef, la série au Québec (Boiling Point) est une mini-série télévisée britannique créée par Philip Barantini, James Cummings et Stephen Graham. Coréalisée par Philip Barantini et Mounia Akl, elle est la suite directe du long métrage The Chef, sorti en 2021.
Elle est diffusée sur BBC One et BBC iPlayer en octobre 2023. En France, elle est diffusée sur Canal+. Au Canada, dès le 1er mai 2025, elle sera disponible sur la plateforme ICI TOU.TV.

## Synopsis
Plusieurs mois après la crise cardiaque de son chef et mentor Andy Jones, Carly est devenue cheffe de son propre restaurant à Londres, le Point North. Alors que le secteur de la restauration est en crise, elle va tout faire pour attirer de nouveaux clients et faire prospérer son entreprise. Tous les membres de son équipe doivent jongler entre le rytme infernal du service et leur vie personnelle parfois compliquée.

## Distribution
- Vinette Robinson (VF : Fily Keita) : Carly
- Hannah Walters (en) (VF : Nathalie Homs) : Emily
- Izuka Hoyle (en) (VF : Justine Berger) : Camille
- Áine Rose Daly (en) (VF : Diane Kristanek) : Robyn, la serveuse
- Daniel Larkai (VF : Mike Fédée) : Jake
- Gary Lamont (en) (VF : Pierre Tessier) : Dean, le manager
- Hannah Traylen (en) (VF : Elsa Bougerie) : Holly
- Stephen McMillan (VF : Oscar Douieb) : Jamie
- Taz Skylar (VF : Augustin Bonhomme) : Billy, le barman
- Ahmed Malek (en) : Musa
- Joel MacCormack (VF : Guillaume Lebon) : Liam Astrid
- Missy Haysom (VF : Adeline Moreau) : Kit
- Shaun Fagan (VF : Jérémie Bédrune) : Bolton
- Stephen Odubola (en) (VF : Baptiste Marc) : Johnny
- Cathy Tyson (en) (VF : Virginie Emane) : Vivian
- Stephen Graham (VF : Xavier Fagnon) : Andy Jones
- Steven Ogg (VF : Julien Allouf) : Nick, le sous-chef
- Ray Panthaki (en) (VF : Jhos Lican) : Freeman, le sous-chef
- Sok-Ho Trinh : Sol
- Henry Meredith (VF : Tom Trouffier) : Nathan

 Source et légende : version française (VF) sur RS Doublage

## Production

### Genèse et développement
The Chef (Boiling Point) sort en 2021. Il s'agit d'un film tourné en plan séquence et se déroulant principalement dans les cuisines d'un restaurant londonien. Le long métrage s'inspire de Boiling Point, un court métrage de 2019, également réalisé par Philip Barantini avec Stephen Graham dans le rôle principal,. En octobre 2022, il est annoncé qu'une série a été commandée par BBC One.
La série est confirmée sous la forme de quatre épisode d'une heure chacun, avec Philip Barantini pour réaliser les deux premiers et Mounia Akl pour les deux autres,. Le scénario est écrit par James Cummings, ensuite épaulé par Dan Cadan, Alex Tenenbaum et Nathaniel Stevens,.

### Attribution des rôles
En février 2023, il est révélé que Steven Ogg a rejoint la distribution. De nombreux actrices et acteurs du film reprennent ici leur rôle : Stephen Graham, Vinette Robinson, Hannah Walters, Ray Panthaki, Gary Lamont, Áine Rose Daly, Taz Skylar, Daniel Larkai, Stephen McMillan, Hannah Traylen et Izuka Hoyle.

### Tournage
Le tournage débute en janvier 2023 à Manchester.

## Diffusion et accueil
L'épisode un est diffusé au Royaume-Uni sur BBC One le 1er octobre 2023. Les quatre épisodes sont disponibles le même jour sur la plateforme BBC iPlayer. BBC Studios se charge de la distribution à l'international.